# Vampiros do Rio Douro Vol. 1
Vampiros do Rio Douro Vol. 1 é um romance gráfico, escrito por André Vianco e ilustrado por Rodrigo Santana. A trama conta como surgiram os protagonistas de Os Sete e Sétimo.

## Sinopse
Em meados do século XIV, numa Portugal medieval, conturbada e cheia de misticismo. Vilas isoladas, personagens insólitos, tocaias, tramas e traições formam o cenário por onde transitam Dom Guilherme, o senhor feudal da vila Castelo Douro, os pescadores Miguel e Sétimo, bem como tantos outros personagens ora temíveis, ora estranhamente cativantes.